# 鈴木哲雄 (日本史学者)
鈴木 哲雄（すずき てつお、1956年 - ）は、日本の日本史学者、都留文科大学教授。日本中世史専攻。

## 経歴
千葉県生まれ。1981年東京学芸大学大学院修士課程修了、春日部共栄高等学校教諭、1985年習志野市立習志野高等学校教諭、1993年千葉県立船橋二和高等学校、千葉県立船橋豊富高等学校、千葉県立千葉高等学校教諭、2003年「中世日本の開発と百姓」で中央大学博士（史学）。2004年北海道教育大学助教授、2007年准教授、2010年教授を経て、都留文科大学教授となる。

## 著書
- 『社会史と歴史教育』岩田書院、1998
- 『中世日本の開発と百姓』岩田書院、2001
- 『中世関東の内海世界』岩田書院 岩田選書「地域の中世」、2005
- 『香取文書と中世の東国』同成社中世史選書、2009
- 『動乱の東国史 1 平将門と東国武士団』吉川弘文館、2012
- 『社会科歴史教育論』岩田書院 2017
- 『酒天童子絵巻の謎　「大江山絵詞」と中世武士団』岩波書店、2019
- 『日本中世の村と百姓』吉川弘文館、2021 ISBN　9784642029681

## 参考
- [ISBN　978-4-88621-490-4]
- J-GLOBAL